# Charles Bruce (Kolonialbeamter)

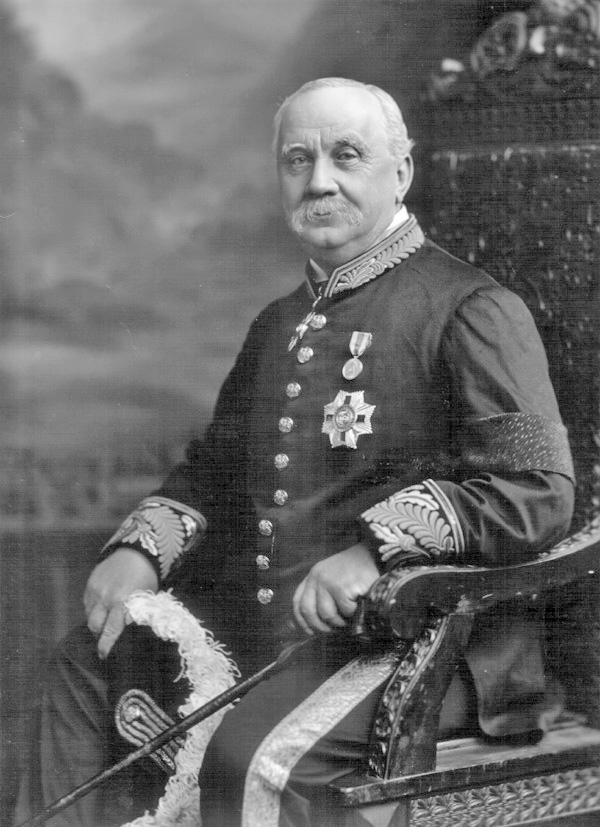
Sir Charles Bruce, 1901

Sir Charles Bruce, GCMG, JP (* 1836; † 13. Dezember 1920) war ein britischer Kolonialadministrator und Schriftsteller. Er war von 1897 bis 1903 der 18. Gouverneur von Mauritius.

## Leben

### Jugend
Charles Bruce wurde 1836 in Indien geboren. Sein Vater Thomas Bruce war ein Nachfahre des Alexander Home, 9. Earl of Home († 1786), stammte aus Arnott in Kinross-shire und arbeitete lange Jahre für die Britische Ostindien-Kompanie. Charles erhielt seine Ausbildung an der Harrow School und der Yale University. In seiner Jugend ging er nach Deutschland und studierte Orientalische Sprachen und Literatur, hauptsächlich Sanskrit und Zend-Pahlavi. Dann assistierte er bei einem vorbereitenden Werk für das große Sanskrit Wörterbuch von Otto von Böhtlingk und Rudolf von Roth (7 Bd., 1855–75), welches von der Kaiserlichen Akademie in St. Petersburg herausgegeben wurde. Durch diese Verbindung war es ihm auch möglich die Akademie von der Veröffentlichung seiner Die Geschichte von Nala (1862) zu überzeugen, ein Versuch, den Originaltext einer Episode im indischen Epos Mahabharata wieder herzustellen. Während er als Bibliothekar am British Museum arbeitete, wurde er 1865 zum Professor für Sanskrit am King’s College der Universität Cambridge berufen.

### Kolonialadministrator
Bruce ging 1868 nach Mauritius um einen Posten als Rektor des Royal College in Port Louis einzunehmen. Er hielt diesen Posten über zehn Jahre, bis er 1878 nach Ceylon ging, um dort Director of Public Instruction zu werden. Im Rahmen der Birthday Honours 1881 wurde er für diesen Dienst als Companion des Order of St Michael and St George (CMG) ausgezeichnet. 1882 war er zurück in Mauritius als Colonial Secretary, aber ging bereits 1885 nach Britisch-Guayana, um dort den Posten des Lieutenant-Governor anzutreten. Er blieb dort bis 1893 und war in dieser Zeit drei Mal Acting Governor. 1889 wurde er als Knight Commander des Order of St Michael and St George (KCMG) geadelt.
1893 wurde Bruce zum Gouverneur der Windward Islands ernannt. Zu dieser Zeit umfasste die Position die britische Kolonie der Windward Islands die Inseln Grenada, St. Vincent und die Grenadinen, sowie St. Lucia. Der Sitz des Gouverneurs war in Grenada.
1897 wurde Bruce als Gouverneur von Mauritius berufen. Die sechs Jahre seiner Amtszeit als Gouverneur bis 1903 brachten großen Fortschritt für die Kolonie. Mit Unterstützung des Colonial Secretary Joseph Chamberlain reformierte er jede Verwaltungseinrichtung und veranlasste Maßnahmen um die Insel bei den häufigen zerstörerischen Hurrikanen zu schützen. Im August 1901 wurde er anlässlich des königlichen Besuchs des Dukes und der Duchess of Cornwall and York zum Knight Grand Cross des Order of St Michael and St George (GCMG) erhoben.
Sein Werk The Broad Stone of Empire (1910) beschreibt seine Erfahrungen der Verwaltungsprobleme der Kronkolonien.

### Alter
Als er im Alter ins Vereinigte Königreich zurückkehrte, entwickelte sich Bruce zum Anwalt der indischen Immigranten und Siedler in anderen Britischen Kolonien, speziell in Südafrika. Er war eines der frühen Mitglieder des Committee in London, welches ihre Ansprüche unterstützte und im Juni 1908 war er Leiter einer Abordnung, die bei Lord Crewe um die Intervention des Home Government bat.
Er war auch ein Justice of the Peace und Deputy Lieutenant für Kinross-shire.

## Familie

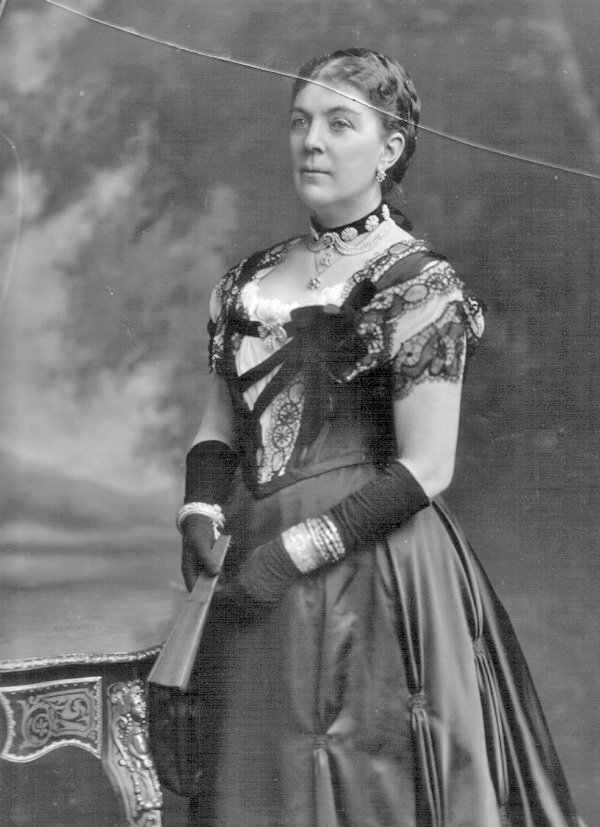
Clara, Lady Bruce, 1901

Bruce heiratete 1868 Clara Lucas († 1916), die Tochter von John Lucas. Mit ihr hatte er zwei Söhne. Sein Sohn Charles Maurice Dundas Bruce wurde 1869 in Mauritius geboren und starb im Militärdienst in des Somalilandfeldzugs von 1903.
Lady Bruce starb im April 1916. Charles Bruce starb am 13. Dezember 1920 in Edinburgh.

## Werke
- Die Geschichte von Nala. 1862
- Poems. 1865
- The Broad Stone of Empire. 1910
- The True Temper of Empire. 1912
- Milestones on my Long Journey. 1917[1]